# Strumigenys hirsuta
Strumigenys hirsuta (лат.) — вид мелких муравьёв из трибы Attini (ранее в Dacetini, подсемейство Myrmicinae). Название дано по признаку многочисленных волосков на теле.

## Распространение
Китай, Гуандун: Гонконг.

## Описание
Длина желтовато-коричневого тела около 3 мм. Усики 6-члениковые. Длина головы (HL) от 0,71 до 0,74 мм, ширина головы (HW) от 0,53 до 0,55 мм. От близких видов отличается следующими признаками: длинные прижатые простые волоски в большом количестве на голове, усиках и жвалах; метаплеврон частично гладкий, с пунктированной большей частью его поверхности; внешний край жвал криволинейный. Мандибулы длинные и узкие, с удлиненным предвершинным зубцом, расположенным близко к апикодорсальному зубцу; в базальной трети их длины расходятся друг от друга и загибаются внутрь, затем идут прямо и параллельно в средней трети, загибаются внутрь и сходятся в апикальной трети; ширина жвал постоянна от базальной части до того места, где находится предвершинный зубец; предвершинный зубец примерно такой же или немного длиннее ширины жвал в том месте, где он находится; апикодорсальный зубец заметно длиннее апиковентрального.
Хищный вид, предположительно, как и другие представители рода, охотится на мелкие виды почвенных членистоногих.
Вид был впервые описан в 2019 году по материалам из Китая. Вид включён в комплекс видов caniophanes-complex из видовой группы Strumigenys caniophanes-group.